# 許世元
许世元，GML，GLM（1926年—），祖籍广东揭阳登岗（现属揭东县登岗镇），生于澳门。
1984年以总督委任方式当任澳葡政府第三届立法会议员，1996年以间接选举方式当任澳葡政府第六届立法会议员。在1999年后，也是澳门特别行政区立法会一、二屆的议员。
历任澳门《基本法》咨询委员会委员、澳门特别行政区筹委会委员、全国工商联常委、副主席，广东省政协常委。